# Persone di nome Timothy
| Questa pagina contiene informazioni ricavate automaticamente dalle voci biografiche con l'ausilio del template Bio e di un bot. L'aggiornamento è periodico e automatico e ricostruisce completamente la pagina. Se manca una persona in questa lista, sei pregato di non aggiungerla, ma accertati piuttosto che la sua voce biografica contenga il template Bio e che i dati anagrafici siano correttamente compilati. Se il template Bio manca, inseriscilo tu stesso o, in alternativa, metti l'avviso {{tmp\|Bio}} che ne segnala la mancanza. Se i dati riportati sono sbagliati, correggi direttamente la voce biografica; le modifiche saranno visibili in questa lista entro pochi giorni. Per chiarimenti vedi il progetto antroponimi. La lista contiene solo le 315 persone che sono citate nell'enciclopedia e per le quali è stato implementato correttamente il template Bio. Pagina aggiornata al 16 ott 2024. |

Questa è una lista di persone presenti nell'enciclopedia che hanno il prenome Timothy, suddivise per attività principale.

## Allenatori di calcio(2)
- Tim Flowers, allenatore di calcio e ex calciatore inglese (Kenilworth, n. 1967)
- Tim Sherwood, allenatore di calcio e ex calciatore inglese (St Albans, n. 1969)

## Allenatori di pallacanestro(2)
- Tim Floyd, allenatore di pallacanestro statunitense (Hattiesburg, n. 1954)
- Tim Miles, allenatore di pallacanestro statunitense (Miami, n. 1966)

## Allenatori di sci alpino(2)
- Tim Jitloff, allenatore di sci alpino e ex sciatore alpino statunitense (San Jose, n. 1985)
- Tim Kelley, allenatore di sci alpino e ex sciatore alpino statunitense (Burlington, n. 1986)

## Allenatori di tennis(1)
- Tim Henman, allenatore di tennis e ex tennista britannico (Oxford, n. 1974)

## Altisti(1)
- Tim Forsyth, ex altista australiano (Mirboo North, n. 1973)

## Ambientalisti(1)
- Timothy Treadwell, ambientalista statunitense (Mineola, n. 1957 - Parco nazionale e riserva di Katmai, † 2003)

## Ammiragli(1)
- Timothy Laurence, ammiraglio britannico (Camberwell, n. 1955)

## Antropologi(1)
- Tim Ingold, antropologo inglese (n. 1948)

## Arbitri di pallacanestro(1)
- Tim Donaghy, ex arbitro di pallacanestro statunitense (Havertown, n. 1967)

## Arcivescovi cattolici(2)
- Timothy Broglio, arcivescovo cattolico statunitense (Cleveland Heights, n. 1951)
- Timothy Costelloe, arcivescovo cattolico australiano (Melbourne, n. 1954)

## Artisti marziali misti(5)
- Tim Boetsch, artista marziale misto statunitense (Lincolnville, n. 1981)
- Tim Elliott, artista marziale misto statunitense (Wichita, n. 1986)
- TJ Grant, artista marziale misto canadese (Halifax, n. 1984)
- Tim Kennedy, artista marziale misto statunitense (San Luis Obispo, n. 1979)
- Tim Sylvia, artista marziale misto e wrestler statunitense (Ellsworth, n. 1976)

## Astisti(1)
- Tim Mack, ex astista statunitense (Cleveland, n. 1972)

## Astronauti(2)
- Timothy Creamer, ex astronauta e aviatore statunitense (Binghamton, n. 1959)
- Timothy Kopra, ex astronauta statunitense (Austin, n. 1963)

## Astronomi(1)
- Timothy B. Spahr, astronomo statunitense (n. 1970)

## Atleti paralimpici(2)
- Tim Matthews, atleta paralimpico australiano (Orbost, n. 1974)
- Tim Sullivan, atleta paralimpico australiano (Melbourne, n. 1975)

## Attori(36)
- Timothy Adams, attore statunitense (Belleville, n. 1967)
- Timothy Barlow, attore britannico (Blackpool, n. 1936 - † 2023)
- Timothy Bateson, attore e doppiatore britannico (Londra, n. 1926 - Londra, † 2009)
- Tim Bentinck, attore australiano (Tasmania, n. 1953)
- Timothy Bottoms, attore e comico statunitense (Santa Barbara, n. 1951)
- Tim Burd, attore canadese (Greater Sudbury, n. 1955)
- Timothy Busfield, attore e regista statunitense (Lansing, n. 1957)
- Timothy Carey, attore statunitense (New York, n. 1929 - Los Angeles, † 1994)
- Timothy Carhart, attore statunitense (Washington, n. 1953)
- Tim Considine, attore e fotografo statunitense (Los Angeles, n. 1940 - Los Angeles, † 2022)
- Tim Curry, attore, doppiatore e cantante britannico (Warrington, n. 1946)
- Timothy Dalton, attore britannico (Colwyn Bay, n. 1946)
- Tim Dunigan, attore statunitense (Saint Louis, n. 1955)
- Tim Eliott, attore neozelandese (Taranaki, n. 1935 - Wentworth Falls, † 2011)
- Timothy Gibbs, attore statunitense (Calabasas, n. 1967)
- Tim Guinee, attore statunitense (Los Angeles, n. 1962)
- Tim Howar, attore e cantante canadese (Spirit River, n. 1969)
- Timothy Hutton, attore statunitense (Malibù, n. 1960)
- Tim Kazurinsky, attore statunitense (Johnstown, n. 1950)
- Tim McInnerny, attore britannico (Stockport, n. 1956)
- Tim Meadows, attore statunitense (Highland Park, n. 1961)
- Timothy Patrick Murphy, attore statunitense (Hartford, n. 1959 - Sherman Oaks, † 1988)
- Timothy V. Murphy, attore irlandese (Tralee, n. 1960)
- Tim Blake Nelson, attore e regista statunitense (Tulsa, n. 1964)
- Timothy Olyphant, attore statunitense (Honolulu, n. 1968)
- Timothy Omundson, attore statunitense (St. Joseph, n. 1969)
- Tim Pigott-Smith, attore britannico (Rugby, n. 1946 - Northampton, † 2017)
- Tim Reid, attore, produttore televisivo e regista statunitense (Norfolk, n. 1944)
- Tim Robbins, attore, regista e sceneggiatore statunitense (West Covina, n. 1958)
- Tim Roth, attore britannico (Londra, n. 1961)
- Tim Rozon, attore canadese (Montréal, n. 1976)
- Timothy Shew, attore statunitense (Grand Forks, n. 1959)
- Timothy Simons, attore statunitense (Readfield, n. 1978)
- Timothy Spall, attore inglese (Londra, n. 1957)
- Timothy Stack, attore, sceneggiatore e produttore televisivo statunitense (Doylestown, n. 1956)
- Timothy West, attore inglese (Bradford, n. 1934)

## Autori di videogiochi(1)
- Fratelli Stamper, autore di videogiochi e programmatore britannico (n. 1961)

## Avvocati(1)
- Timothy Cunningham, avvocato britannico († 1789)

## Baritoni(1)
- Timothy Nolen, baritono e attore teatrale statunitense (Rotan, n. 1941 - † 2023)

## Bassisti(3)
- Nibbs Carter, bassista britannico (Cleethorpes, n. 1966)
- Tim Commerford, bassista statunitense (Torrance, n. 1968)
- Tim Staffell, bassista e cantante britannico (Londra, n. 1948)

## Batteristi(1)
- Timothy DiDuro, batterista statunitense (Geneva, n. 1971)

## Biatleti(1)
- Tim Burke, biatleta statunitense (Paul Smiths, n. 1982)

## Botanici(1)
- Timothy Plowman, botanico statunitense (n. 1944 - † 1989)

## Calciatori(17)
- Timothy Awany, calciatore ugandese (Kampala, n. 1996)
- Tim Breacker, ex calciatore e allenatore di calcio inglese (Bicester, n. 1965)
- Timothy Castagne, calciatore belga (Arlon, n. 1995)
- Timothy Chandler, calciatore tedesco (Francoforte sul Meno, n. 1990)
- Tim Chow, calciatore inglese (St Helens, n. 1994)
- Timothy Derijck, calciatore belga (Liedekerke, n. 1987)
- Timothy Fayulu, calciatore svizzero (Ginevra, n. 1999)
- Timothy Fosu-Mensah, calciatore olandese (Amsterdam, n. 1998)
- Tim Iroegbunam, calciatore inglese (Great Barr, n. 2003)
- Tim Melia, calciatore statunitense (Great River, n. 1986)
- Timothy Mwitwa, calciatore zambiano (n. 1968 - Oceano Atlantico, † 1993)
- Timothy Ouma, calciatore keniota (Nairobi, n. 2004)
- Timothy Paoka, ex calciatore salomonese (n. 1974)
- Tim Parker, calciatore statunitense (Hicksville, n. 1993)
- Tim Ream, calciatore statunitense (St. Louis, n. 1987)
- Timothy Tillman, calciatore tedesco (Norimberga, n. 1999)
- Timothy Weah, calciatore statunitense (New York, n. 2000)

## Canottieri(1)
- Tim Foster, ex canottiere britannico (Bedford, n. 1970)

## Cantanti(6)
- Tim Armstrong, cantante e chitarrista statunitense (Oakland, n. 1966)
- Tim Aymar, cantante e musicista statunitense (Pittsburgh, n. 1963 - † 2023)
- Tim Burgess, cantante britannico (Salford, n. 1967)
- Timothy Cavicchini, cantante italiano (Mantova, n. 1984)
- Tim Hauser, cantante, produttore discografico e arrangiatore statunitense (Troy, n. 1941 - Sayre, † 2014)
- Tim McIlrath, cantante e chitarrista statunitense (Indianapolis, n. 1978)

## Cantautori(5)
- Tim Buckley, cantautore statunitense (Washington, n. 1947 - Santa Monica, † 1975)
- Tyler Childers, cantautore statunitense (n. 1991)
- Labrinth, cantautore, musicista e produttore discografico britannico (Londra, n. 1989)
- Tim Rose, cantautore statunitense (Washington, n. 1940 - Londra, † 2002)
- Timothy B. Schmit, cantautore e bassista statunitense (Oakland, n. 1947)

## Cardinali(2)
- Timothy Dolan, cardinale e arcivescovo cattolico statunitense (Saint Louis, n. 1950)
- Timothy Manning, cardinale e arcivescovo cattolico irlandese (Ballingeary, n. 1909 - Los Angeles, † 1989)

## Cestisti(26)
- Tim Abromaitis, cestista statunitense (Waterbury, n. 1989)
- Timothy Black, ex cestista statunitense (Richmond, n. 1981)
- Tim Blue, cestista statunitense (Palm Beach Gardens, n. 1984)
- Tim Bond, cestista statunitense (Baltimora, n. 1995)
- Timmy Bowers, ex cestista statunitense (Milwaukee, n. 1982)
- Tim Breaux, ex cestista statunitense (Baton Rouge, n. 1970)
- Tim Burroughs, ex cestista statunitense (Hopkins, n. 1969)
- T.J. Cline, cestista statunitense (Plano, n. 1994)
- Tim Coleman, cestista statunitense (Newark, n. 1995)
- Tim Derksen, cestista statunitense (Tucson, n. 1993)
- Tim Dillon, ex cestista statunitense (Franklin Grove, n. 1963)
- Tim Duncan, ex cestista e allenatore di pallacanestro americo-verginiano (Christiansted, n. 1976)
- Tim Hardaway, ex cestista e allenatore di pallacanestro statunitense (Chicago, n. 1966)
- Tim Hardaway, cestista statunitense (Alameda, n. 1992)
- T.J. Holyfield, cestista statunitense (Albuquerque, n. 1995)
- Tim Kempton, ex cestista statunitense (Jamaica, n. 1964)
- Tim Legler, ex cestista statunitense (Washington, n. 1966)
- T.J. McConnell, cestista statunitense (Pittsburgh, n. 1992)
- Tim McCormick, ex cestista statunitense (Detroit, n. 1962)
- Tim Perry, ex cestista statunitense (Freehold, n. 1965)
- T.J. Price, cestista statunitense (Slidell, n. 1993)
- T.J. Shorts, cestista statunitense (Irvine, n. 1997)
- Tim Soares, cestista statunitense (Deming, n. 1997)
- Tim Thomas, ex cestista statunitense (Paterson, n. 1977)
- Tim Williams, cestista statunitense (Chicago, n. 1993)
- Tim Young, ex cestista statunitense (Santa Cruz, n. 1976)

## Chitarristi(4)
- Tim Farriss, chitarrista australiano (Perth, n. 1957)
- Tim Gane, chitarrista britannico (Ilford, n. 1964)
- Tim Kelly, chitarrista statunitense (Trenton, n. 1963 - Bagdad, † 1998)
- Tim Renwick, chitarrista e compositore britannico (Cambridge, n. 1949)

## Ciclisti su strada(3)
- Timothy Duggan, ex ciclista su strada statunitense (Boulder, n. 1986)
- Timothy Dupont, ciclista su strada belga (Gand, n. 1987)
- Timothy Jones, ex ciclista su strada zimbabwese (Salisbury, n. 1975)

## Climatologi(1)
- Timothy Osborn, climatologo britannico

## Combinatisti nordici(1)
- Tim Tetreault, ex combinatista nordico statunitense (Hanover, n. 1970)

## Comici(4)
- Tim Brooke-Taylor, comico, attore e sceneggiatore inglese (Buxton, n. 1940 - Cookham, † 2020)
- Tim Heidecker, comico, sceneggiatore e regista statunitense (Allentown, n. 1976)
- Tim Minchin, comico, attore e musicista australiano (Northampton, n. 1975)
- Timmie Rogers, comico, cantautore e attore statunitense (Detroit, n. 1915 - Los Angeles, † 2006)

## Compositori(4)
- Tim Follin, compositore britannico (St Helens, n. 1970)
- Tim Friese-Greene, compositore, musicista e produttore discografico britannico (Leicester, n. 1955)
- Tim Wright, compositore e musicista britannico (Wrexham, n. 1967)
- Tim Wynn, compositore statunitense

## Conduttori radiofonici(1)
- Tim Rice, conduttore radiofonico, autore televisivo e paroliere britannico (Shardeloes, n. 1944)

## Danzatori(1)
- Timothy Scott, ballerino, attore e cantante statunitense (Morton Grove, n. 1955 - Los Angeles, † 1988)

## Danzatori su ghiaccio(1)
- Tim Koleto, danzatore su ghiaccio statunitense (Kalispell, n. 1991)

## Direttori d'orchestra(1)
- Timothy Muffitt, direttore d'orchestra statunitense (Bridgeport, n. 1961)

## Direttori della fotografia(1)
- Tim Orr, direttore della fotografia statunitense (Long Beach, n. 1968)

## Dirigenti d'azienda(2)
- Timothy Bell, manager britannico (Londra, n. 1941 - Londra, † 2019)
- Tim Cook, dirigente d'azienda, filantropo e ingegnere statunitense (Mobile, n. 1960)

## Dirigenti sportivi(2)
- Tim Howard, dirigente sportivo e ex calciatore statunitense (North Brunswick, n. 1979)
- Tim Mara, dirigente sportivo statunitense (New York, n. 1887 - New York, † 1959)

## Disc jockey(1)
- Timmy Trumpet, disc jockey, trombettista e produttore discografico australiano (Sydney, n. 1982)

## Esploratori(1)
- Timothy McCarthy, esploratore e marinaio irlandese (Kinsale, n. 1888 - mare Celtico, † 1917)

## Filosofi(2)
- Timothy Morton, filosofo e scrittore britannico (Londra, n. 1968)
- Timothy Williamson, filosofo inglese (Uppsala, n. 1955)

## Fondisti(1)
- Tim Caldwell, ex fondista statunitense (Brattleboro, n. 1954)

## Fotografi(2)
- Timothy Greenfield-Sanders, fotografo statunitense (n. 1952)
- Timothy O'Sullivan, fotografo statunitense (New York, n. 1840 - New York, † 1882)

## Ginnasti(1)
- Timothy Daggett, ex ginnasta statunitense (Springfield, n. 1962)

## Giocatori di baseball(7)
- Tim Anderson, giocatore di baseball statunitense (Tuscaloosa, n. 1993)
- Tim Beckham, giocatore di baseball statunitense (Griffin, n. 1990)
- Tim Byrdak, ex giocatore di baseball statunitense (Oak Lawn, n. 1973)
- Tim Keefe, giocatore di baseball statunitense (Cambridge, n. 1857 - Cambridge, † 1933)
- Tim Lincecum, giocatore di baseball statunitense (Bellevue, n. 1984)
- T.J. McFarland, giocatore di baseball statunitense (Palos Hills, n. 1989)
- Tim Raines, ex giocatore di baseball statunitense (Sanford, n. 1959)

## Giocatori di curling(2)
- Timothy Hepp, giocatore di curling statunitense (New London, n. 1992)
- Tim Somerville, giocatore di curling statunitense (Superior, n. 1960)

## Giocatori di football americano(25)
- Tim Patrick, giocatore di football americano statunitense (San Diego, n. 1993)
- Tim Bowens, ex giocatore di football americano statunitense (Okolona, n. 1973)
- Tim Boyle, giocatore di football americano statunitense (Hartford, n. 1994)
- Tim Brown, ex giocatore di football americano statunitense (Dallas, n. 1966)
- Ben Brown, giocatore di football americano statunitense (Vicksburg, n. 1998)
- Tim Couch, ex giocatore di football americano statunitense (Hyden, n. 1977)
- Tim Dobbins, giocatore di football americano statunitense (Nashville, n. 1982)
- Tim Green, ex giocatore di football americano statunitense (Liverpool, n. 1963)
- Tim Grunhard, ex giocatore di football americano statunitense (Chicago, n. 1968)
- Chad Hansen, giocatore di football americano statunitense (Fillmore, n. 1995)
- Tim Hightower, giocatore di football americano statunitense (Santa Ana, n. 1986)
- Tim Johnson, ex giocatore di football americano statunitense (Sarasota, n. 1965)
- Timothy Knüttel, giocatore di football americano statunitense (Berlino, n. 1992)
- Tim Masthay, giocatore di football americano statunitense (Pittsburgh, n. 1987)
- Tim McDonald, ex giocatore di football americano statunitense (Fresno, n. 1965)
- Tim McGee, ex giocatore di football americano statunitense (Cleveland, n. 1964)
- Timothy Morovick, giocatore di football americano statunitense (Hemet, n. 1992)
- Tim Rattay, ex giocatore di football americano statunitense (Elyria, n. 1977)
- Timmy Smith, ex giocatore di football americano statunitense (Hobbs, n. 1964)
- Tim Tebow, ex giocatore di football americano statunitense (Makati, n. 1987)
- Timothy Thomas, giocatore di football americano sudafricano (Sudafrica)
- Tim Williams, giocatore di football americano statunitense (Baton Rouge, n. 1993)
- Tim Worley, ex giocatore di football americano statunitense (Lumberton, n. 1966)
- Tim Wright, giocatore di football americano statunitense (Neptune Township, n. 1990)
- T.J. Yeldon, giocatore di football americano statunitense (Daphne, n. 1993)

## Giornalisti(4)
- Timothy Thomas Fortune, giornalista, scrittore e editore statunitense (Marianna, n. 1856 - Filadelfia, † 1928)
- Tim Marshall, giornalista e saggista britannico (n. 1959)
- Tim Russert, giornalista, avvocato e conduttore televisivo statunitense (Buffalo, n. 1950 - Washington, † 2008)
- Timothy Daniel Sullivan, giornalista, politico e poeta irlandese (Bantry, n. 1827 - † 1914)

## Hockeisti su ghiaccio(6)
- Tim Ecclestone, hockeista su ghiaccio e allenatore di hockey su ghiaccio canadese (Toronto, n. 1947 - Roswell, † 2024)
- Tim Gleason, hockeista su ghiaccio statunitense (Clawson, n. 1981)
- T.J. Oshie, hockeista su ghiaccio statunitense (Mount Vernon, n. 1986)
- Tim Stapleton, hockeista su ghiaccio statunitense (La Grange, n. 1982)
- Tim Thomas, ex hockeista su ghiaccio statunitense (Flint, n. 1974)
- Tim Tookey, ex hockeista su ghiaccio canadese (Edmonton, n. 1960)

## Imprenditori(1)
- Timothy Colman, imprenditore, funzionario e velista britannico (Henstead, n. 1929 - Bixley, † 2021)

## Informatici(2)
- Tim Berners-Lee, informatico britannico (Londra, n. 1955)
- Tim Sweeney, informatico statunitense (Potomac, n. 1970)

## Ingegneri(2)
- Tim Dinsdale, ingegnere britannico (Aberystwyth, n. 1924 - Reading, † 1987)
- Tim Hunkin, ingegnere e animatore britannico (Hammersmith, n. 1950)

## Mercanti(1)
- Timothy Dexter, mercante statunitense (Malden, n. 1747 - Newburyport, † 1806)

## Mezzofondisti(3)
- Timothy Cheruiyot, mezzofondista keniota (Bomet, n. 1995)
- Timothy Kitum, mezzofondista keniota (Marakwet, n. 1994)
- Timothy Toroitich, mezzofondista ugandese (Bukwo, n. 1991)

## Militari(1)
- Timothy Peake, ex militare e astronauta britannico (Chichester, n. 1972)

## Multiplisti(1)
- Tim Duckworth, multiplista britannico (California, n. 1996)

## Nobili(1)
- Timothy Bowes-Lyon, XVI conte di Strathmore e Kinghorne, nobile britannico (Londra, n. 1918 - Londra, † 1972)

## Nuotatori(3)
- Tim Phillips, nuotatore statunitense (Haimhausen, n. 1990)
- Tim Shaw, ex nuotatore e ex pallanuotista statunitense (Long Beach, n. 1957)
- Timothy Shuttleworth, nuotatore britannico (n. 1997)

## Pattinatori artistici su ghiaccio(3)
- Tim Brown, pattinatore artistico su ghiaccio statunitense (Loup City, n. 1938 - San Francisco, † 1989)
- Timothy Goebel, ex pattinatore artistico su ghiaccio statunitense (Evanston, n. 1980)
- Timothy Wood, ex pattinatore artistico su ghiaccio statunitense (Highland Park, n. 1948)

## Percussionisti(1)
- Tim Davis, percussionista e cantautore statunitense (Milwaukee, n. 1943 - † 1988)

## Pianisti(1)
- Tim Rice-Oxley, pianista e compositore britannico (Oxford, n. 1976)

## Piloti automobilistici(3)
- Timmy Mayer, pilota automobilistico statunitense (Dalton, n. 1938 - Longford, † 1964)
- Tiff Needell, pilota automobilistico e conduttore televisivo britannico (Havant, n. 1951)
- Jason Plato, pilota automobilistico e conduttore televisivo britannico (Oxford, n. 1967)

## Pistard(1)
- Timothy O'Shannessey, ex pistard australiano (n. 1972)

## Polistrumentisti(1)
- Tim O'Brien, polistrumentista e cantautore statunitense (Wheeling, n. 1954)

## Politici(19)
- Tim Bishop, politico statunitense (Southampton, n. 1950)
- Tim Burchett, politico statunitense (Knoxville, n. 1964)
- Tim Farron, politico britannico (Preston, n. 1970)
- Timothy Geithner, politico, economista e banchiere statunitense (New York, n. 1961)
- Timothy Otis Howe, politico statunitense (Livermore, n. 1816 - Washington, † 1883)
- Tim Huelskamp, politico statunitense (Fowler, n. 1968)
- Timothy P. Johnson, politico statunitense (Canton, n. 1946 - Sioux Falls, † 2024)
- Timothy V. Johnson, politico statunitense (Champaign, n. 1946 - Urbana, † 2022)
- Tim Kaine, politico e avvocato statunitense (Saint Paul, n. 1958)
- Tim Kennedy, politico statunitense (Buffalo, n. 1976)
- Tim Murphy, politico statunitense (Cleveland, n. 1952)
- Timothy O'Brien, I baronetto, politico irlandese (n. 1787 - † 1862)
- Timothy Pickering, politico statunitense (Salem, n. 1745 - Salem, † 1829)
- Tim Roemer, politico e diplomatico statunitense (South Bend, n. 1956)
- Tim Ryan, politico statunitense (Niles, n. 1973)
- Tim Scott, politico statunitense (North Charleston, n. 1965)
- Charles Tannock, politico britannico (Aldershot, n. 1957)
- Tim Walberg, politico statunitense (Chicago, n. 1951)
- Tim Walz, politico statunitense (West Point, n. 1964)

## Produttori cinematografici(1)
- Tim Bevan, produttore cinematografico neozelandese (Queenstown, n. 1957)

## Produttori discografici(1)
- Timbaland, produttore discografico, beatmaker e rapper statunitense (Norfolk, n. 1972)

## Pugili(2)
- Tim Austin, ex pugile statunitense (Cincinnati, n. 1971)
- Timothy Bradley, ex pugile statunitense (Palm Springs, n. 1983)

## Rapper(2)
- Mozzy, rapper e produttore discografico statunitense (Sacramento, n. 1987)
- Jay Electronica, rapper statunitense (New Orleans, n. 1976)

## Registi(6)
- Timothy Bond, regista e sceneggiatore canadese (Ottawa, n. 1942)
- Tim Burton, regista, sceneggiatore e produttore cinematografico statunitense (Burbank, n. 1958)
- Tim Hill, regista statunitense (Minneapolis, n. 1958)
- Tim Miller, regista, effettista e sceneggiatore statunitense (Fort Washington, n. 1964)
- Tim Story, regista, produttore cinematografico e produttore televisivo statunitense (Los Angeles, n. 1970)
- Tim Whelan, regista, sceneggiatore e produttore cinematografico statunitense (Cannelton, n. 1893 - Beverly Hills, † 1957)

## Registi teatrali(1)
- Timothy Sheader, regista teatrale e direttore artistico britannico (Scarborough, n. 1971)

## Religiosi(1)
- Timothy Radcliffe, religioso e presbitero inglese (Londra, n. 1945)

## Rugbisti a 15(6)
- Tim Horan, ex rugbista a 15 e allenatore di rugby a 15 australiano (Sydney, n. 1970)
- Tim Lane, ex rugbista a 15 e allenatore di rugby a 15 australiano (Coonabarabran, n. 1959)
- Tim Payne, ex rugbista a 15 e allenatore di rugby a 15 britannico (Swindon, n. 1979)
- Tim Rodber, ex rugbista a 15 e dirigente d'azienda britannico (Richmond, n. 1969)
- Tim Stimpson, ex rugbista a 15 e imprenditore britannico (Liverpool, n. 1973)
- Tim Swinson, rugbista a 15 britannico (Londra, n. 1987)

## Saggisti(1)
- Timothy Garton Ash, saggista e giornalista britannico (n. 1955)

## Scenografi(1)
- Crispian Sallis, scenografo britannico (Inghilterra, n. 1959)

## Schermidori(3)
- Timothy Glass, ex schermidore statunitense (n. 1955)
- Tim Hagamen, schermidore statunitense (New York, n. 1984)
- Timothy Morehouse, schermidore statunitense (New York, n. 1978)

## Scienziati(1)
- Timothy Lane, scienziato britannico (Londra, n. 1743 - † 1807)

## Scrittori(10)
- Timothy Conigrave, scrittore, attore teatrale e attivista australiano (Melbourne, n. 1959 - Sydney, † 1994)
- Timothy Irving Frederick Findley, scrittore e sceneggiatore canadese (Toronto, n. 1930 - Brignoles, † 2002)
- Tim Gautreaux, scrittore statunitense (Morgan City, n. 1947)
- Tim LaHaye, scrittore statunitense (Detroit, n. 1926 - San Diego, † 2016)
- Timothy Leary, scrittore, psicologo e attore statunitense (Springfield, n. 1920 - Beverly Hills, † 1996)
- Timothy Mo, scrittore britannico (Hong Kong, n. 1950)
- Tim Powers, scrittore statunitense (Buffalo, n. 1952)
- Timothy Williams, scrittore britannico (Walthamstow, n. 1946)
- Tim Willocks, scrittore e psichiatra britannico (Stalybridge, n. 1957)
- Tim Winton, scrittore australiano (Perth, n. 1960)

## Scrittori di fantascienza(1)
- Timothy Zahn, autore di fantascienza statunitense (Chicago, n. 1951)

## Scultori(1)
- Tim Tolkien, scultore inglese (Buckinghamshire, n. 1962)

## Stilisti(1)
- Tim Gunn, stilista e personaggio televisivo statunitense (Washington, n. 1953)

## Storici(5)
- Timothy Barnes, storico britannico (Yorkshire, n. 1942)
- Timothy Mason, storico britannico (Birkenhead, n. 1940 - Roma, † 1990)
- Timothy Naftali, storico e giornalista canadese (Montreal, n. 1962)
- Timothy Reuter, storico britannico (Manchester, n. 1947 - Southampton, † 2002)
- Timothy D. Snyder, storico e saggista statunitense (Dayton, n. 1969)

## Tastieristi(2)
- Tim Blake, tastierista, compositore e cantante britannico (Londra, n. 1952)
- Timothy Drury, tastierista, chitarrista e cantante statunitense (Los Angeles, n. 1961)

## Tennistavolisti(1)
- Timothy Wang, tennistavolista statunitense (Houston, n. 1991)

## Tennisti(2)
- Tim Gullikson, tennista statunitense (La Crosse, n. 1951 - Boca Raton, † 1996)
- Tim Mayotte, ex tennista statunitense (Springfield, n. 1960)

## Teologi(1)
- Timothy J. Keller, teologo e saggista statunitense (Allentown, n. 1950 - New York, † 2023)

## Terroristi(1)
- Timothy McVeigh, terrorista statunitense (Lockport, n. 1968 - Terre Haute, † 2001)

## Triatleti(2)
- Tim Don, triatleta britannico (Hounslow, n. 1978)
- Timothy O'Donnell, triatleta statunitense (Orlando, n. 1980)

## Triplisti(1)
- Tim Ahearne, triplista britannico (Dirreen, n. 1885 - Deposit, † 1968)

## Velocisti(5)
- Timothy Beck, ex velocista e ex bobbista olandese (Assen, n. 1977)
- Tim Graham, ex velocista britannico (n. 1939)
- Tim Harden, ex velocista statunitense (Kansas City, n. 1974)
- Tim Montgomery, ex velocista statunitense (Gaffney, n. 1975)
- Timothy Munnings, ex velocista bahamense (Nassau, n. 1966)

## Vescovi cattolici(3)
- Timothy Joseph Crowley, vescovo cattolico irlandese (Kilmallock, n. 1880 - Calcutta, † 1945)
- Timothy Lawrence Doherty, vescovo cattolico statunitense (Rockford, n. 1950)
- Timothy Christian Senior, vescovo cattolico statunitense (North Wales, n. 1960)

## Wrestler(1)
- Timothy Thatcher, wrestler statunitense (Sacramento, n. 1983)

## Senza attività specificata(3)
- Timothy Ray Brown,  statunitense (Seattle, n. 1966 - Palm Springs, † 2020)
- Timothy Good, ufologo e violinista inglese (Londra, n. 1942)
- Tim White,  statunitense (Cumberland, n. 1954 - Orlando, † 2022)